# L'Heure des brasiers
Pour plus de détails, voir Fiche technique et Distribution.
L'Heure des brasiers (titre original : La hora de los hornos) est un film documentaire argentin à caractère politique réalisé par Fernando Ezequiel Solanas et sorti en 1968.

## Synopsis
Trois parties composent cette vaste fresque défendant une idéologie de type révolutionnaire. Dans la première, Néocolonialisme et violence (95 minutes), sont exposées les causes du mal : la dépendance et l'état de sous-développement des économies nationales latino-américaines sources de misère sociale et d'indigence culturelle des peuples d'Amérique latine. Le deuxième volet, Acte pour la libération (120 minutes), évoque la prise de conscience progressive des peuples confrontés à cette situation et le troisième volet, Violence et libération (45 minutes), explore l'univers des guérillas d'Amérique latine, à travers, principalement, le témoignage de combattants et l'exemple d'Ernesto Che Guevara.

## Fiche technique
- Titre du film : L'Heure des brasiers
- Titre original : La hora de los hornos
- Réalisation : Fernando Ezequiel Solanas
- Scénario : F. Solanas et Octavio Getino
- Photographie : Juan Carlos Desanzo - Noir et blanc
- Musique : Roberto Lar
- Montage : Juan Carlos Macias, Antonio Ripoll, Norma Torrado
- Narrateurs : María de la Paz, F. Solanas, Edgardo Suaréz
- Production : Edgardo Pallero, F. Solanas pour Grupo Cine Liberation
- Pays d'origine :  Argentine
- Langues : Espagnol, Portugais et Anglais
- Genre : Film politique
- Durée : 260 minutes

Dates de sortie : 
- 1968 à la Mostra de Pesaro
- mai 1969 au Festival de Cannes
- 11 novembre 1973 en Argentine